# Salvatore Ferragamo

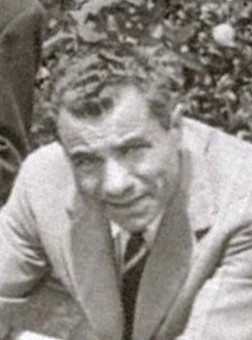
Salvatore Ferragamo, 1959

Salvatore Ferragamo (* 5. Juni 1898 in Bonito bei Avellino; † 7. August 1960 in Florenz) war ein italienischer Schuhdesigner und Namensgeber für das heutige, gleichnamige Unternehmen. Er begann seine Karriere in den 1920er Jahren in Kalifornien, wo er Entwürfe für Hollywood-Produktionen tätigte.

## Leben
Salvatore Ferragamo war das 11. von 14 Kindern. Im Alter von neun Jahren fertigte er sein erstes Paar Schuhe für seine Schwester, die sie zu ihrer Firmung tragen sollte. Daraufhin sah Ferragamo seine Bestimmung in dem Beruf des Schuhmachers und ließ sich später in Neapel in diesem Handwerk ausbilden. Danach eröffnete er dort sein erstes Geschäft, wanderte aber 1914 nach Boston aus, wo sein Bruder in einer Schuhfabrik arbeitete. Salvatore überredete ihn, mit ihm zusammen nach Santa Barbara und dann nach Hollywood zu gehen.
Im Umfeld der Filmbranche eröffnete Ferragamo Anfang der 1920er Jahre eine Boutique für Maßanfertigungen und Schuhreparaturen. Seine Arbeit und seine wachsende Reputation ermöglichten ihm, Filmgrößen und Prominente auszustatten, so z. B. Marlene Dietrich, Greta Garbo, Cary Grant, Anna Magnani, Mary Pickford oder Gloria Swanson.
Auch in den Stummfilmproduktionen der großen Regisseure Cecil B. DeMille und D. W. Griffith tauchten seine Schuhe auf. Berühmt sind die von ihm kreierten, ins Auge fallenden Cowboystiefel für den Hollywood-Western The covered wagon des Regisseurs James Cruze von 1923.
In den 1950er Jahren entwarf er die Ballerinaschuhe von Audrey Hepburn. Zu seinen bekanntesten Kreationen gehörten die Pumps für Marilyn Monroe mit elf Zentimeter hohen Absätzen in Manche mögen’s heiß oder die Schuhe Rainbow mit den regenbogenfarbenen Sohlen und Absätzen, die Judy Garland 1939 zur Premiere ihres Films Der Zauberer von Oz getragen hat.
Nach dreizehn Jahren in den Vereinigten Staaten kehrte Ferragamo 1927 nach Italien zurück, um sich in der Nähe von Florenz niederzulassen. 1933 musste er aufgrund von Misswirtschaft Insolvenz anmelden. Das Unternehmen konnte sich jedoch wieder erholen, expandierte sukzessive, bis es in den 1950er Jahren 700 Mitarbeiter beschäftigte, um täglich 350 Paar handgefertigte Schuhe herzustellen.

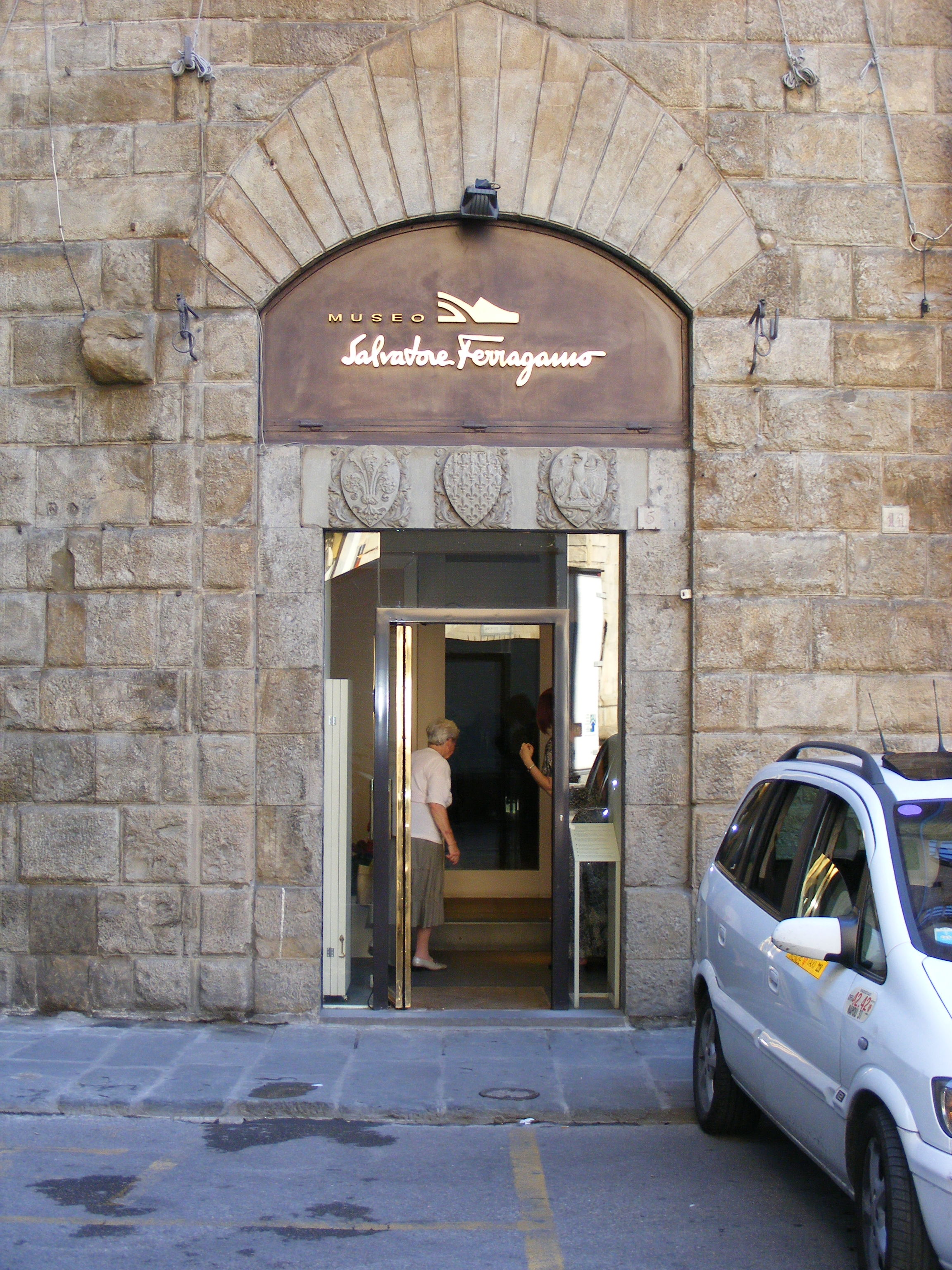
Museo Salvatore Ferragamo

Ferragamo hatte zeitlebens den Ruf eines Visionärs. Nach seinem Tod im Jahr 1960 wurde das Unternehmen von seiner Tochter Fiamma Ferragamo übernommen, die ebenfalls als Schuhdesignerin tätig ist. Das Unternehmen vertreibt inzwischen neben Schuhen auch Luxustaschen, Uhren, Parfums und Accessoires. Filialen existieren in den Metropolen vieler Länder.
1995 eröffnete in Florenz im Palazzo Spini Feroni das Museo Salvatore Ferragamo, um das künstlerische Schaffen Ferragamos auszustellen.

## Innovationen
Ferragamos Schuhe fallen nicht nur durch ihr Design auf. Immer wieder hat Ferragamo durch wesentliche Neuerungen die Schuhmode beeinflusst, zu seiner Zeit und zum Teil bis heute.
So hatte Ferragamo den Anspruch, nicht nur extravagantes, sondern auch bequemes Schuhwerk zu schaffen. Zu diesem Zweck schrieb er sich in einen Anatomiekurs an der University of Southern California ein. Das Ergebnis war eine Stahlfeder zur Unterstützung des Bogens zwischen Sohle und Absatz.
Diese Feder bedeutete eine entscheidende Veränderung. Bis dahin benötigten Schuhe mit hohen Absätzen eine Zehenkappe als „Bremse“, damit der Fuß nicht nach unten wegrutscht. Zehenfreie Schuhe konnten entsprechend nur mit flachen Absätzen gebaut werden. Erst Ferragamos Feder erlaubte es, zehenfreie Schuhe mit hohen Absätzen zu kreieren. Dies war die Geburtsstunde der klassischen Damensandalette. Auch in Schuhen mit Zehenkappe erfüllt die Feder ihren Zweck. Da der Fuß nicht mehr in die Kappe hineinrutscht, entsteht weniger Druck auf die Zehen und den Fuß insgesamt, die Schuhe werden bequemer.
Dies waren auch die Gründe, warum Ferragamo fortan seine Feder in all seinen Schuhkreationen übernahm. Andere Designer folgten ihm.
Wie groß der Einfluss Ferragamos zeitweise war, lässt sich am Keilabsatz erkennen. Der Keilabsatz wurde 1936 von ihm kreiert. Nur zwei Jahre später hatten 3/4 aller Damenschuhe in den USA einen Keilabsatz.
Ebenfalls sehr innovativ, wenn auch weniger erfolgreich, war seine „unsichtbare“ Sandalette. Nachdem er während des Krieges bereits mit Riemchen aus Zellophan und Goldfäden experimentiert hatte, verwendete er ab 1947 Bündel von dünnen Nylonfäden. Aus einem bestimmten Blickwinkel scheint es, als habe ders Schuh kein Oberleder (Oberteil). Auch andere Designer haben die Idee der „unsichtbaren“ Sandalette oder Pumps immer wieder aufgegriffen, meist in der Form, dass für das Oberteil, evtl. auch Sohle und Absatz, anstelle von Leder Acryl oder ein anderer durchsichtiger Kunststoff verwendet wurde.
Leisten und Modelle

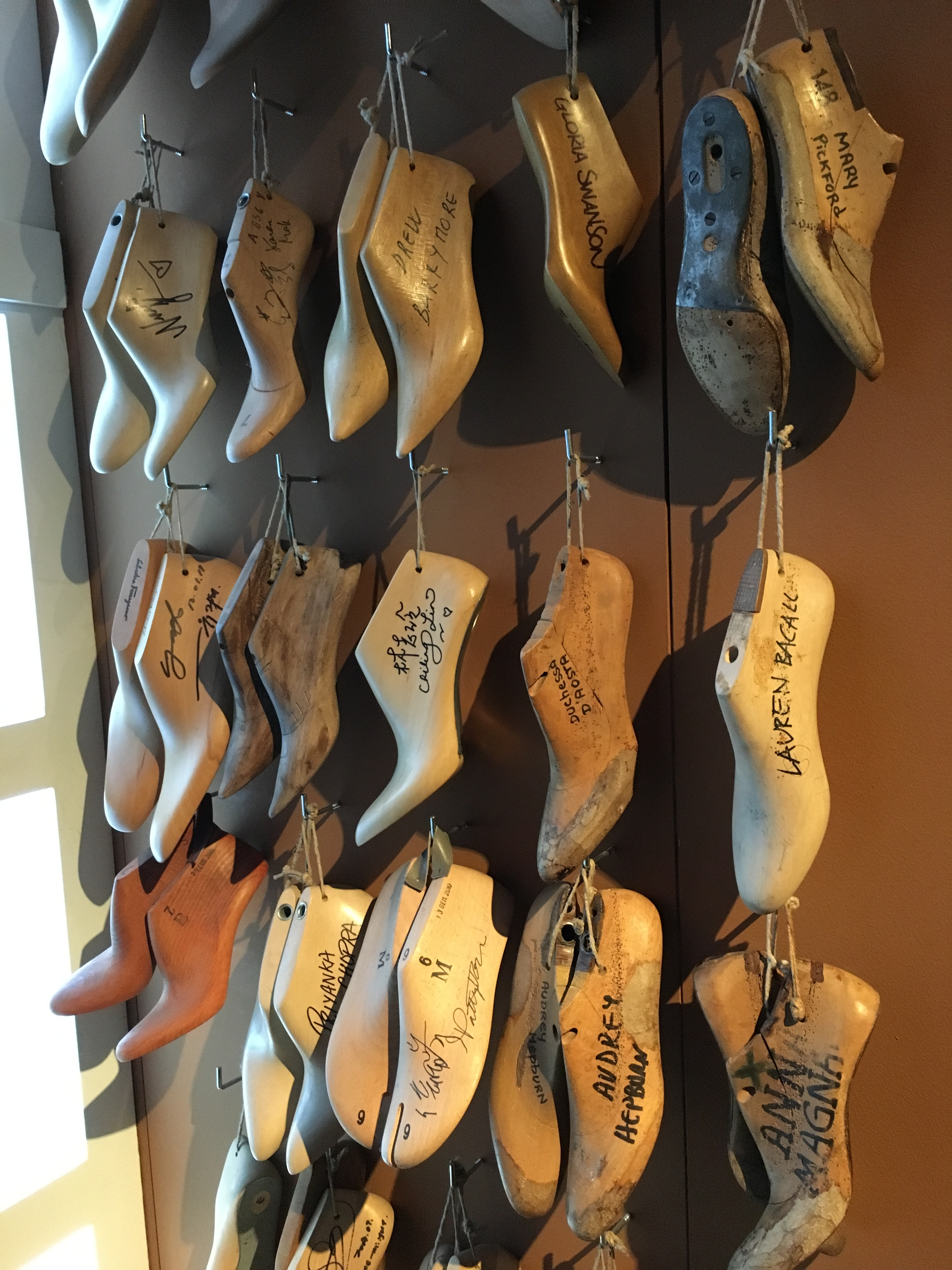
Leisten von Filmstars
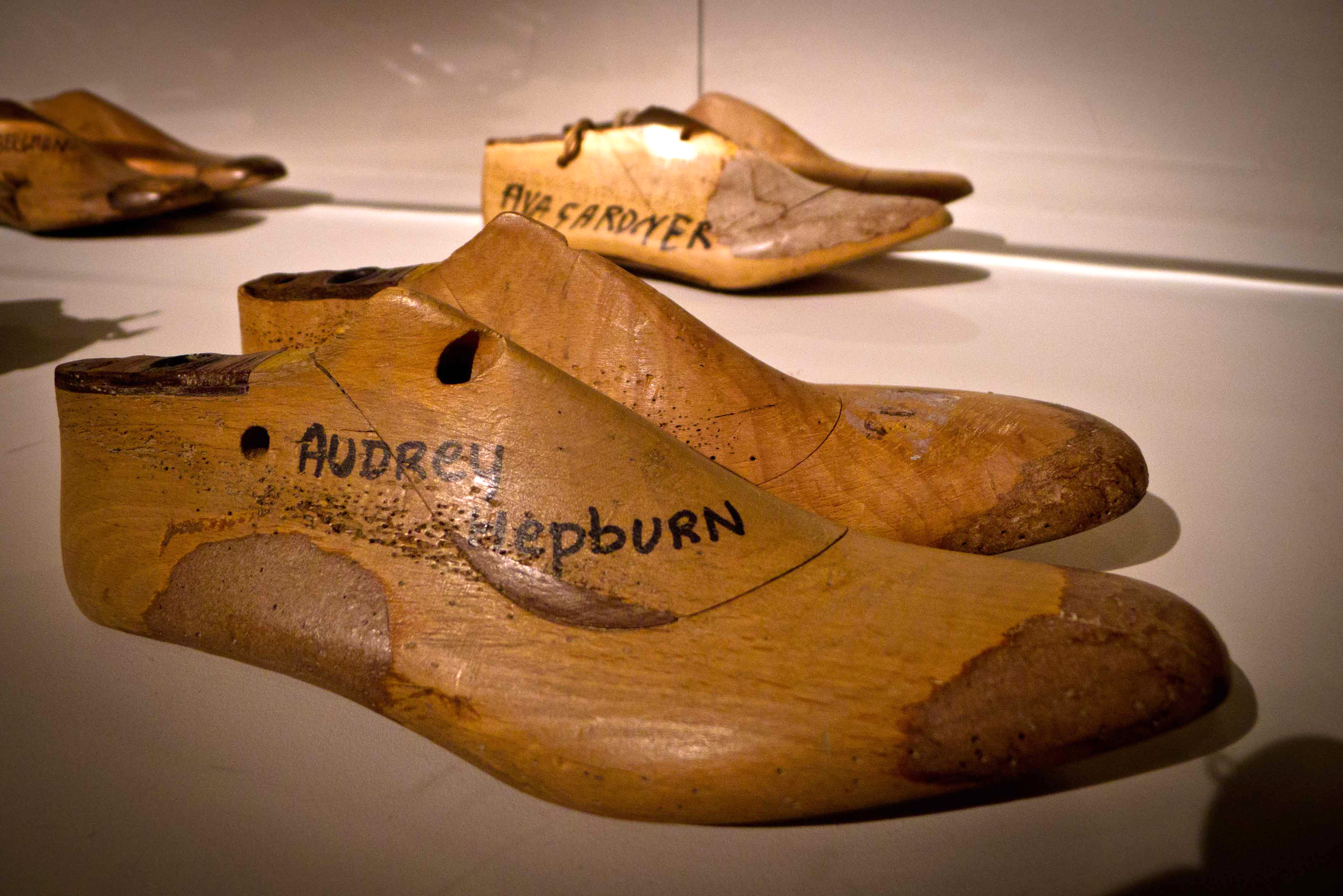
Leisten für Audrey Hepburn und Ava Gardner
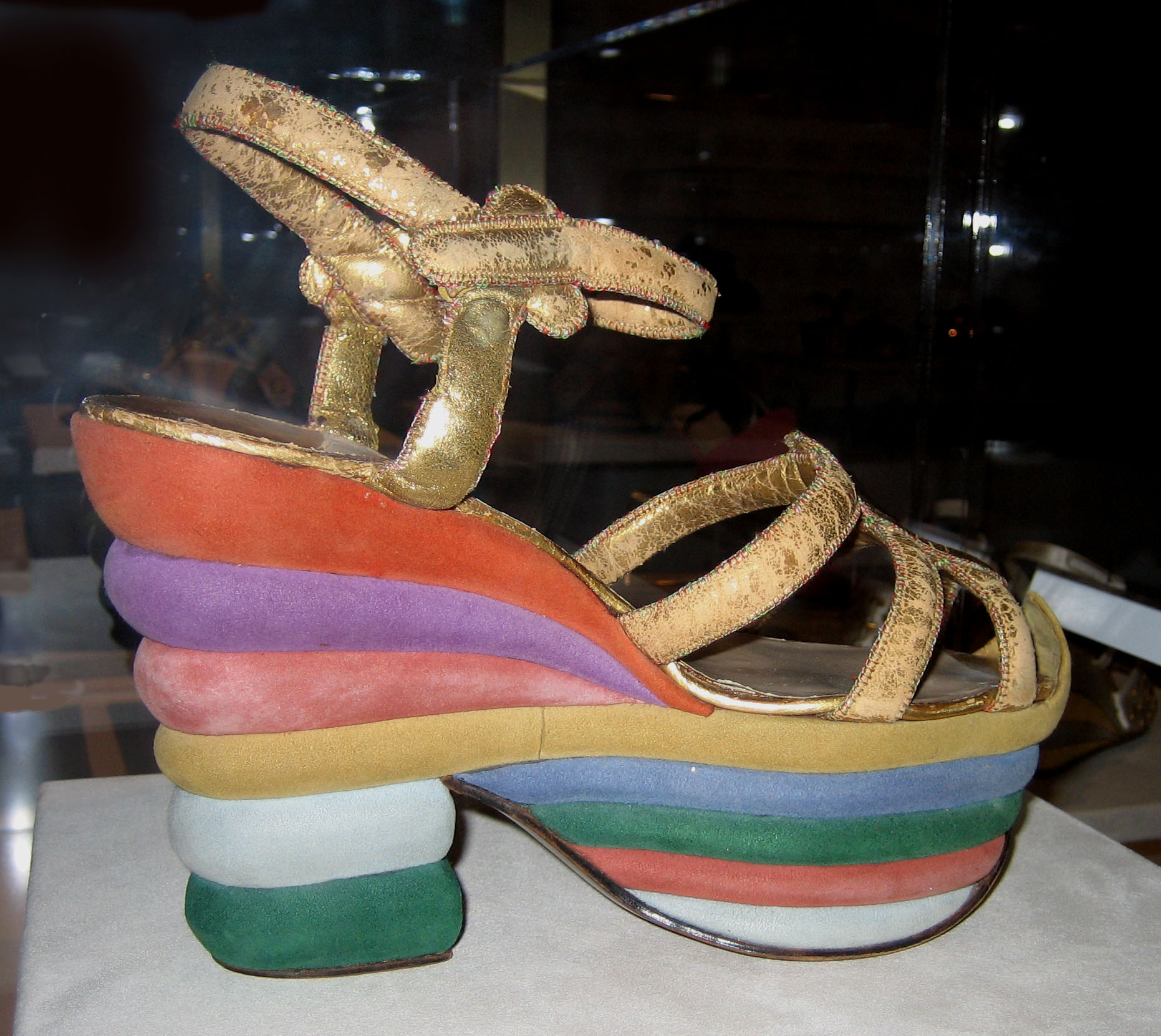
Schuh Rainbow für Judy Garland, 1938
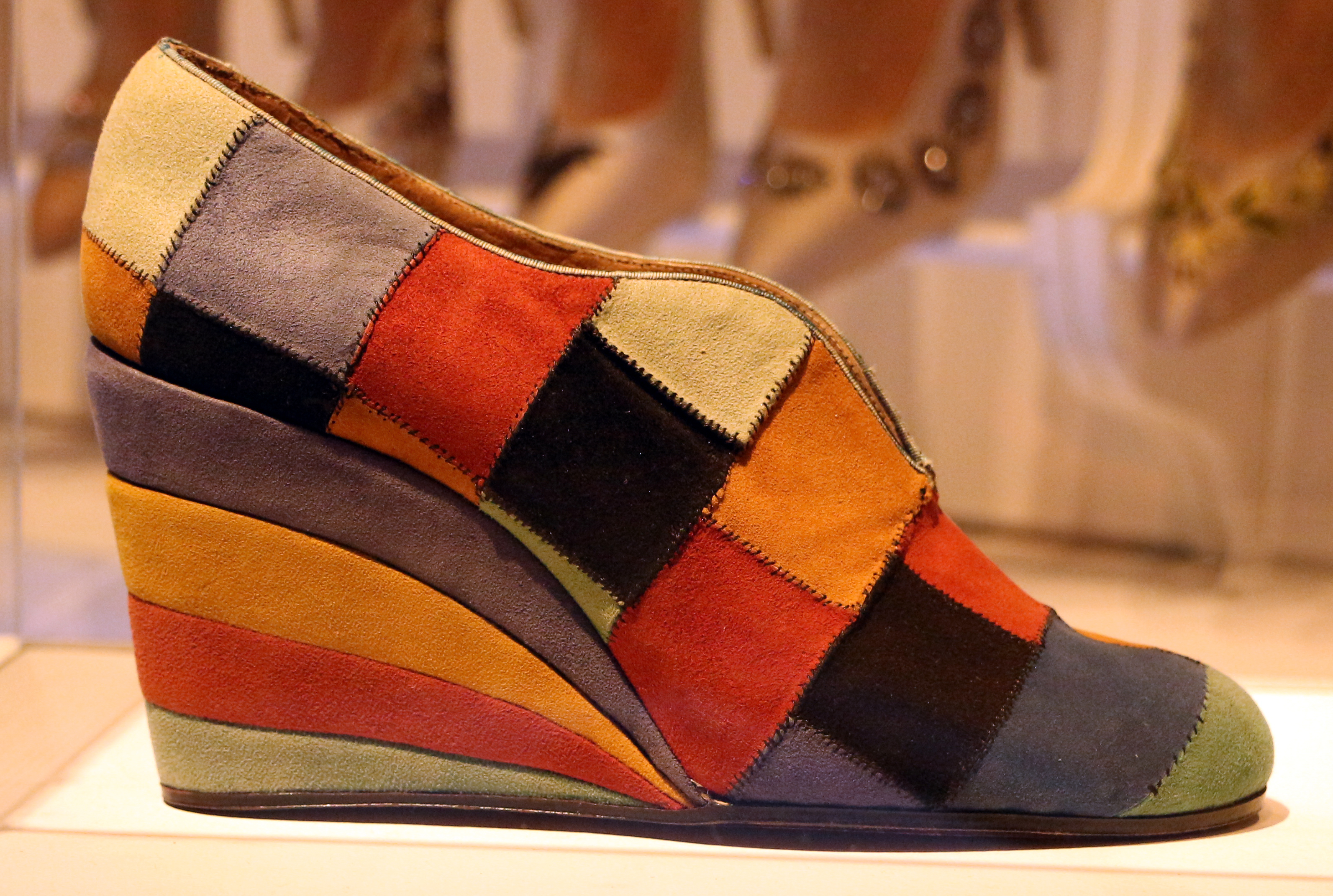
Schuh mit Keilabsatz, 1942
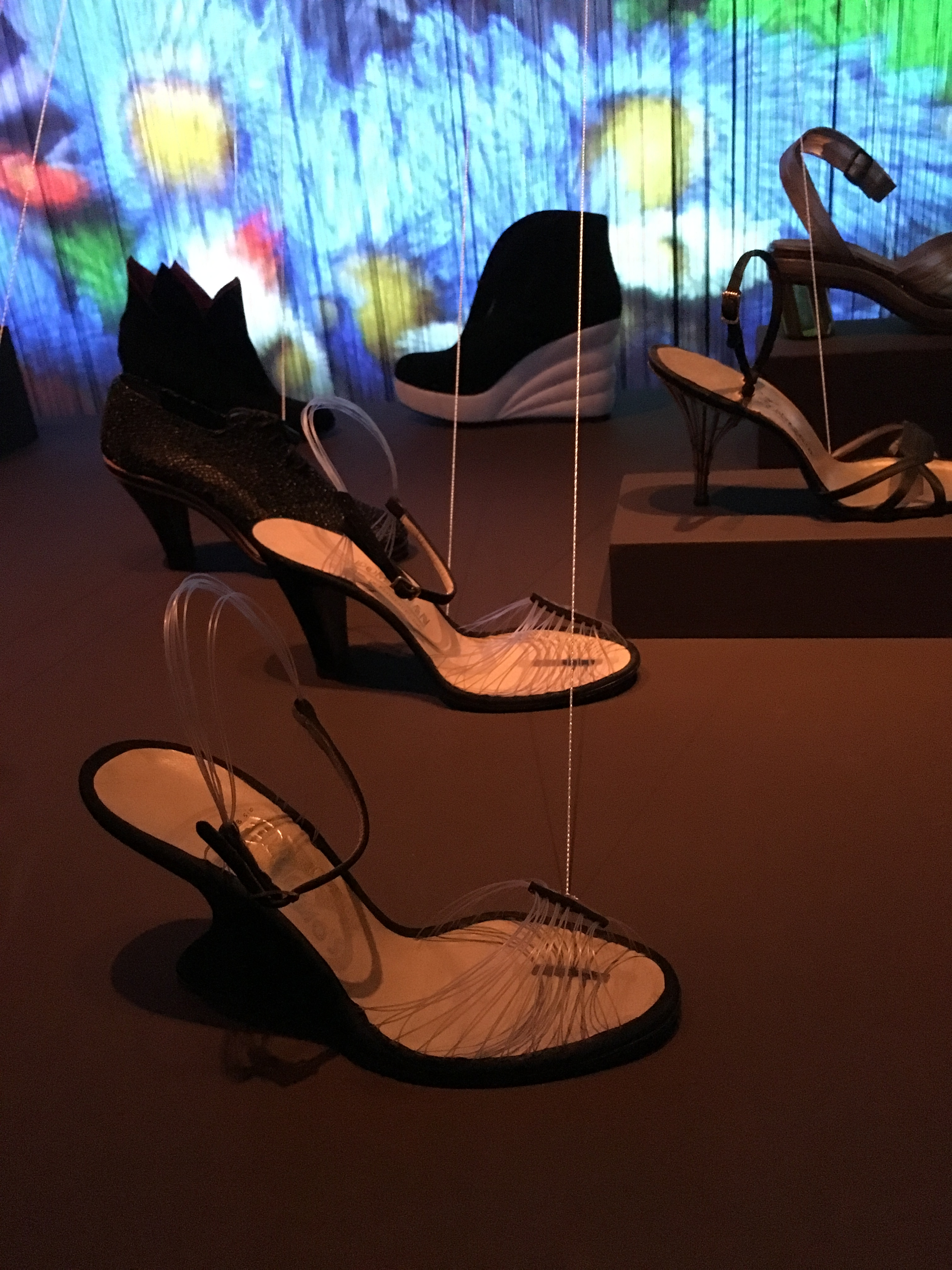
Sandaletten, nach 1947
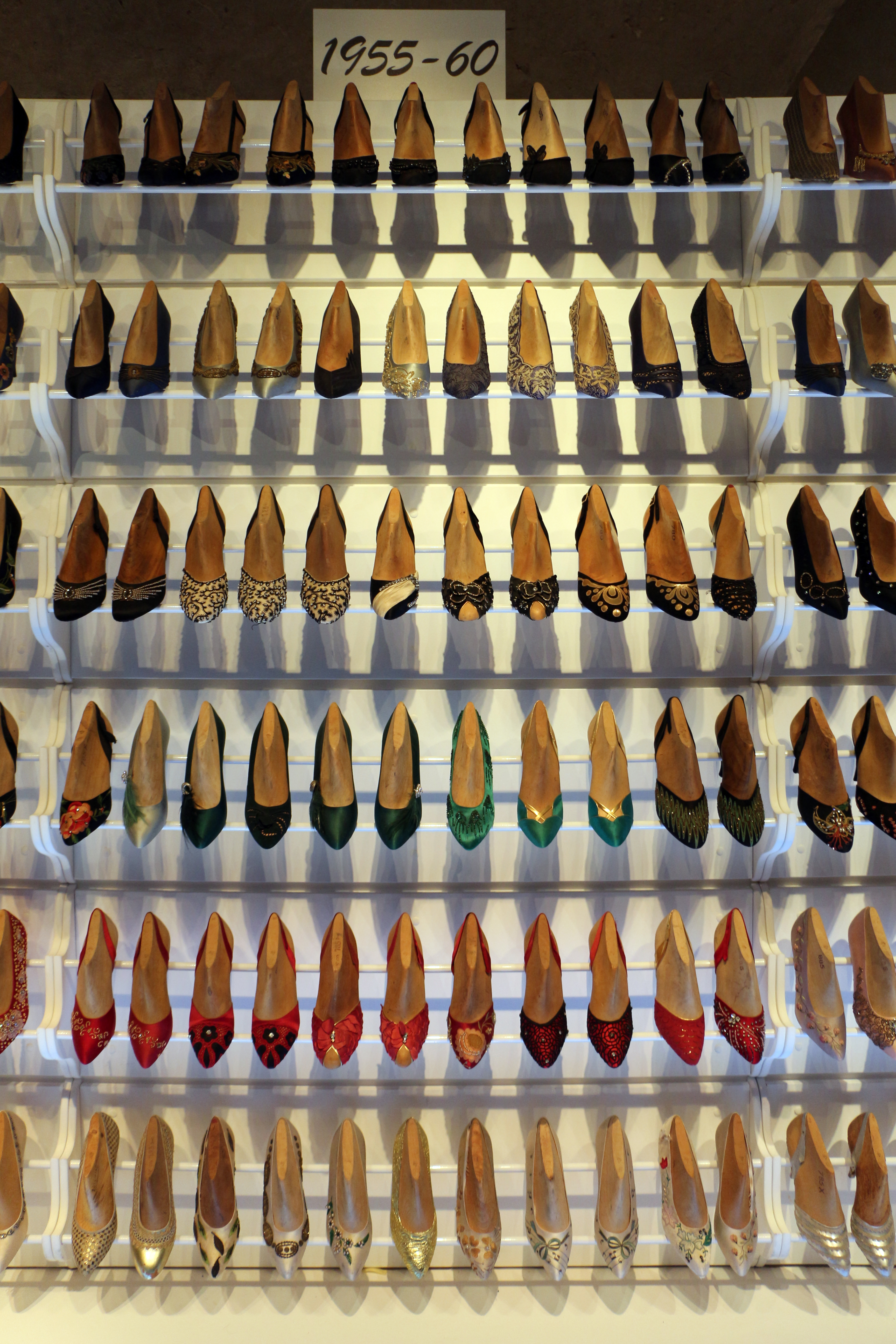
Damenschuhe, 1955–1960; Museo Salvatore Ferragamo

Daneben experimentierte Ferragamo mit zahllosen Materialien: Brokat, Fischhaut, Sesselbezügen mit Gobelinstickerei, Kolibrifedern, Baumrinde. Zur Zeit des Zweiten Weltkrieges, als in Italien Leder knapp war, schuf er Schuhe aus Materialien, wie Paketschnur, Kork oder Raffia. Als Ferragamo starb, hinterließ er 350 Patente.
Er hinterließ sechs Kinder und seine Frau Wanda († 19. Oktober 2018), die nach seinem Tod die Leitung des Unternehmens übernahm.

## Zitat
„Schönheit kennt keine Grenzen, es gibt keinen Sättigungspunkt des Designs, und die Menge der Materialien, mit denen ein Schuhmacher seine Geschöpfe verschönern kann, ist unendlich.“

## Ausstellungen
- 1988: Salvatore Ferragamo. The Art of the Shoes. 1927–1990. Curated by Stefania Ricci. Victoria & Albert Museum, London. (Katalog, ISBN 978-88-7038-136-8)
- 1992: Salvatore Ferragamo. The Art of the Shoes. 1898–1960. Los Angeles County Museum of Art, Los Angeles
- 2013: Il calzolaio prodigioso. Fiabe e leggende di scarpe e calzolai. Curated by Stefania Ricci. Museo Ferragamo, Florenz.

Einige Künstler haben eigens für die Retrospektive Werke angefertigt. Die Begleitmusik zur Ausstellung hat der oscargekrönten Komponist Luis Bacalov komponiert. Der US-amerikanische Karikaturist Frank Espinosa hat eine Graphic Novel zur Biografie Ferragamos gezeichnet.
- 2018: 1927. The Return to Italy. Ferragamo and 20th-Century Visual Culture. Curated by Carlo Sisi. Museo Ferragamo, Florenz.[6]

## Film
- 2020: Salvatore – Shoemaker of Dreams, Dokumentarfilm von Luca Guadagnino[7]

2019 drehte Luca Guadagnino auf der Grundlage der Autobiografie Ferragmos  Salvatore – Shoemaker of Dreams den gleichnamigen Dokumentarfilm, der im Jahr 2021 bei der Verleihung der Nastri d’Argento mit dem Nastro d’Argento 2021 ausgezeichnet wurde.